# Manche
Manche (IPA: [mɑ̃ʃ]) a 83 eredeti département egyike, amelyeket a francia forradalom alatt 1790. március 4-én hoztak létre. Szomszédja Calvados megye keletről.

## Elhelyezkedése
Franciaország északnyugati részén, Alsó-Normandia régiójában található megyét keletről Calvados és Orne, délről Mayenne és Ille-et-Vilaine megyék, nyugatról, valamint északról pedig az Atlanti-óceán határolja.

## Települések
A megye legnagyobb városai 2011-ben:

| Település           | Népesség |
| ------------------- | -------- |
| Cherbourg-Octeville | 37 754   |
| Saint-Lô            | 18 874   |
| Coutances           | 9 355    |
| Avranches           | 8 020    |

## Galéria

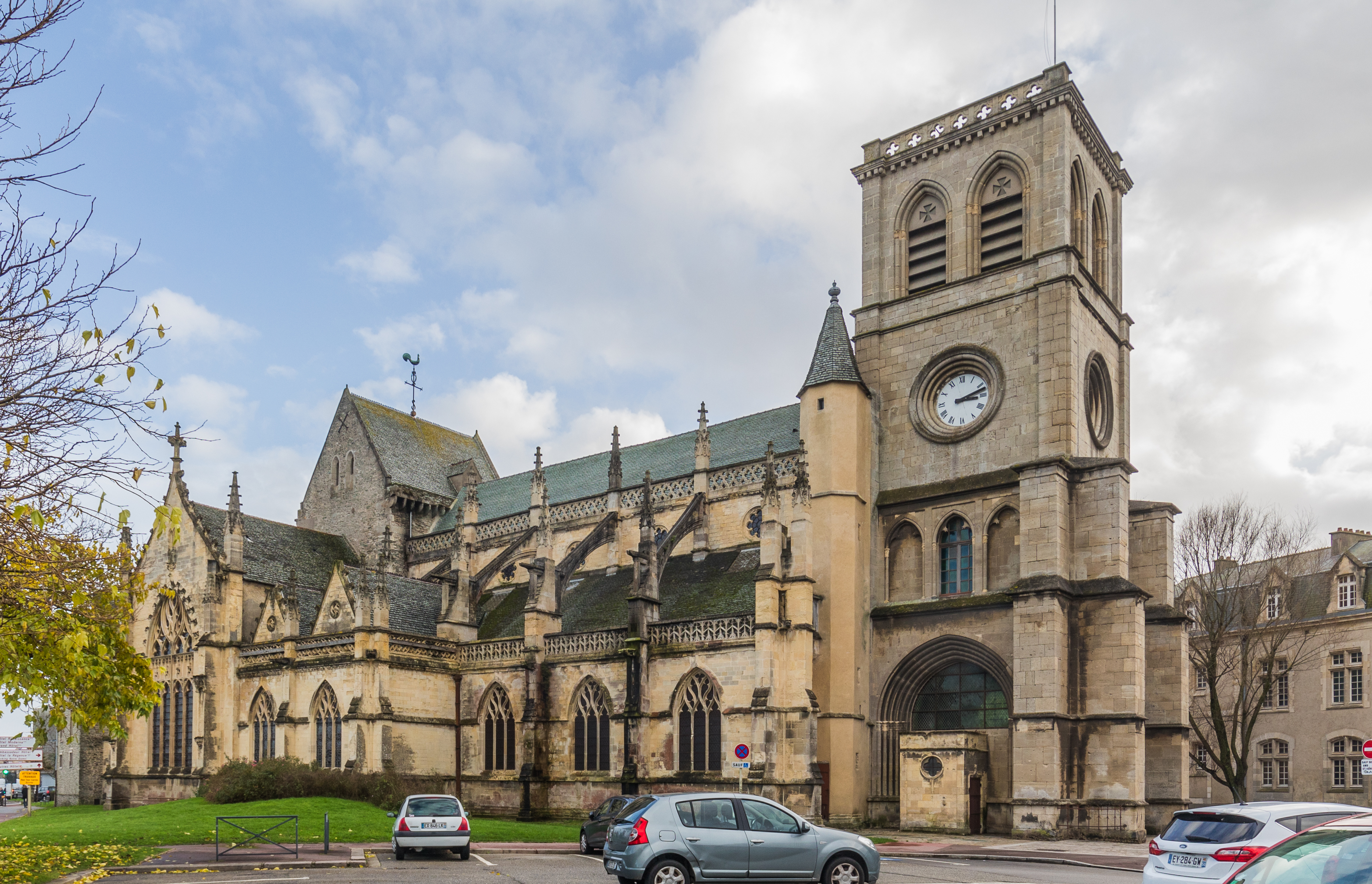
Cherbourg-Octeville
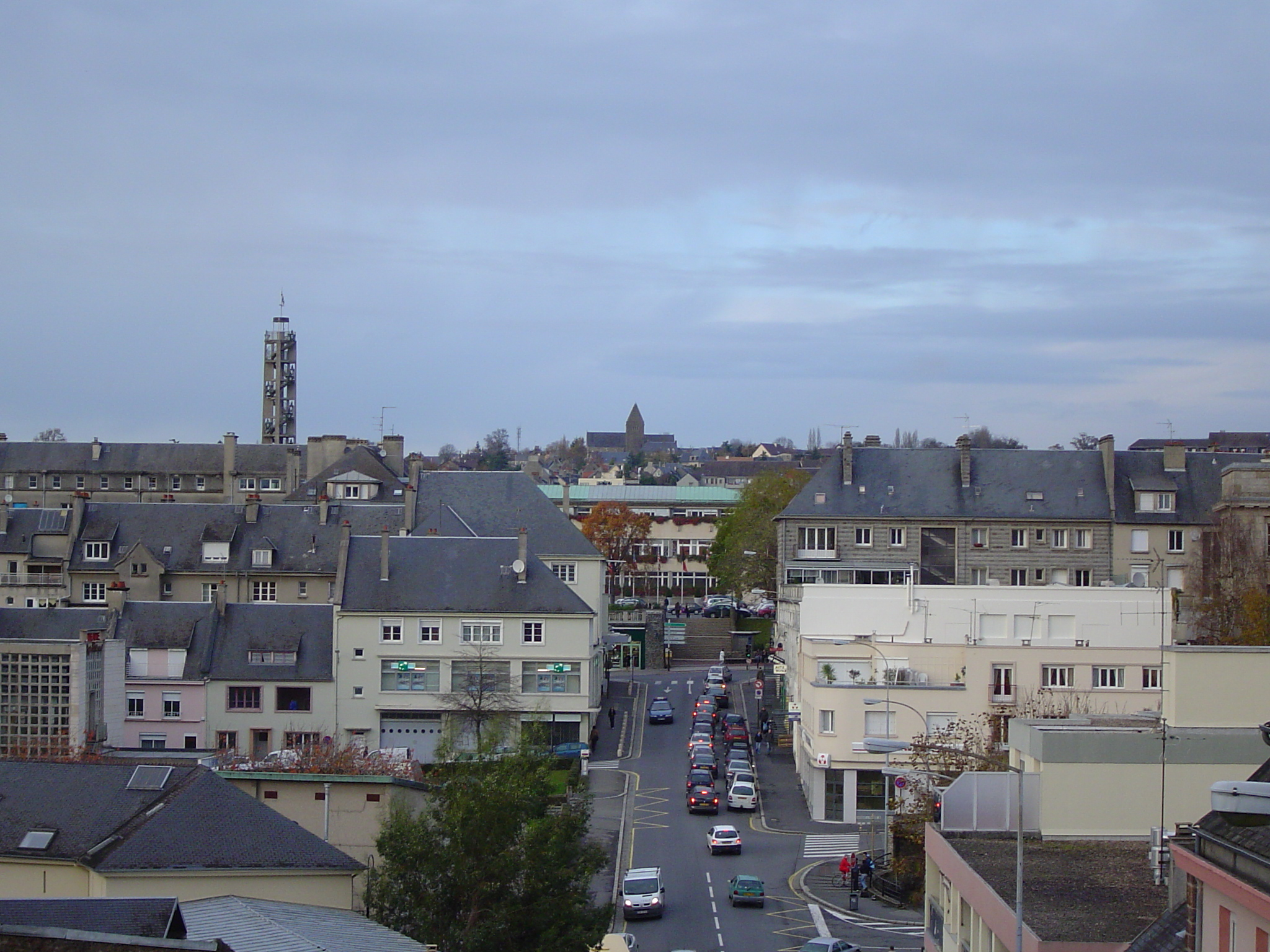
Saint-Lô
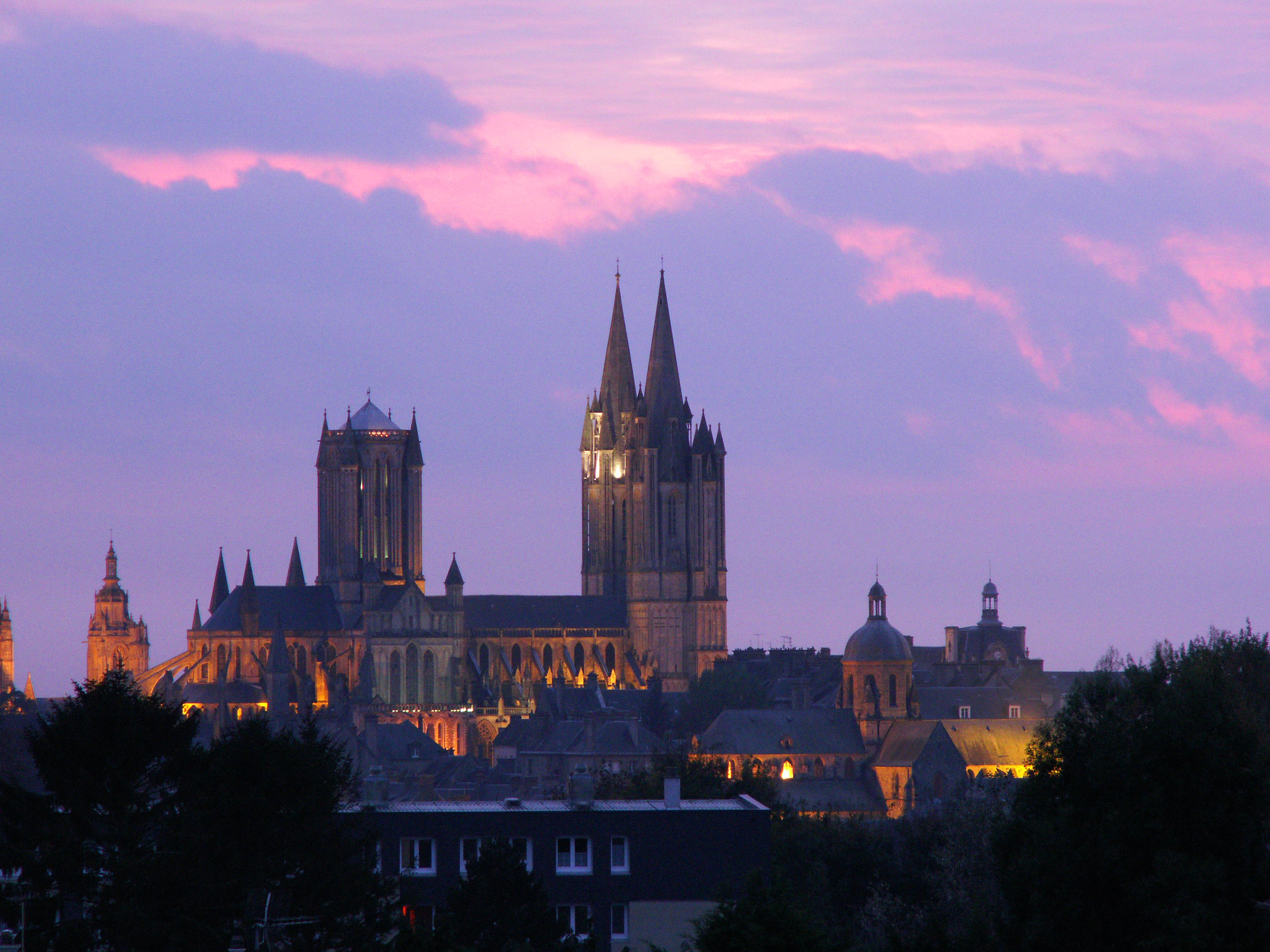
Coutances
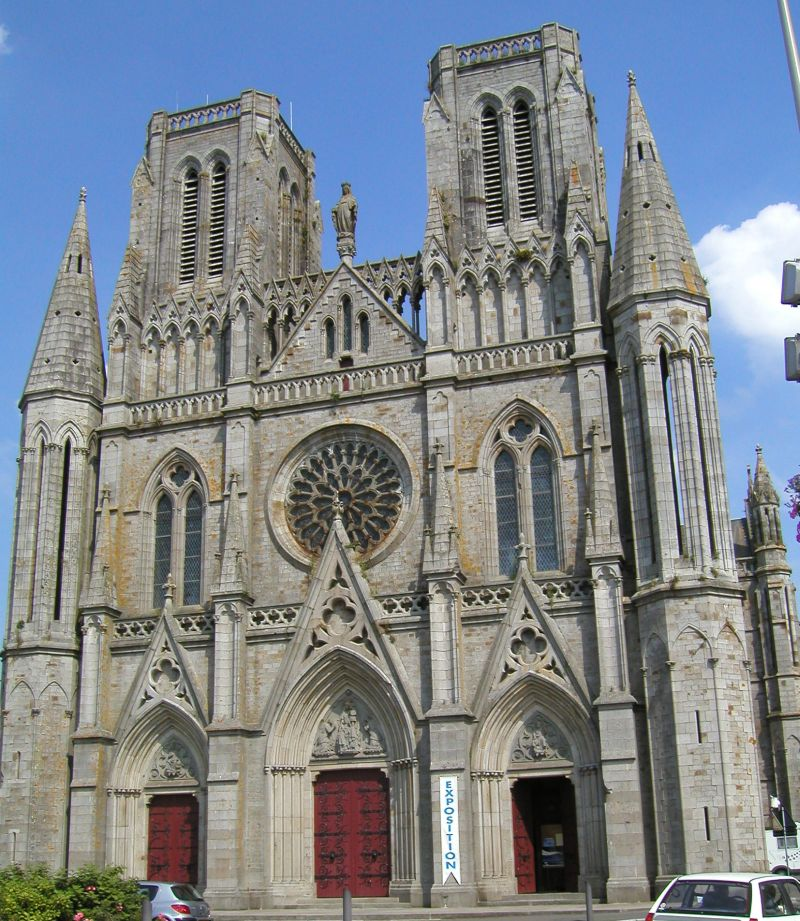
Avranches